# Frank Lubin

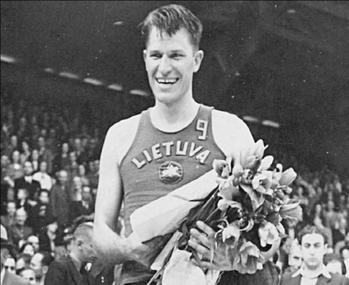
Frank Lubin

Frank John Lubin (lit: Pranas Lubinas; * 7. Januar 1910 in Los Angeles; † 8. Juli 1999 in Glendale, Kalifornien) war ein US-amerikanisch-litauischer Basketballspieler. Er gewann bei den Olympischen Spielen 1936 in Berlin mit dem US-amerikanischen Team die Goldmedaille und wurde 1939 in Kaunas mit dem Team Litauens Europameister.